# شهرستان کروک (وایومینگ)
شهرستان کروک، وایومینگ (به انگلیسی: Crook County, Wyoming) یک سکونتگاه مسکونی در ایالات متحده آمریکا است که در وایومینگ واقع شده‌است.

## خصوصیات
شهرستان کروک ۷٬۴۲۰٫۳۶ کیلومترمربع مساحت دارد.